# Calamotropha josettae
Calamotropha josettae (лат.) — вид бабочек рода Calamotropha из семейства огнёвок-травянок (Crambidae). Китай (Гуандун, Сычуань).

## Описание
Молевидные бабочки средних размеров. Размах крыльев взрослой особи 23,5—25,5 мм. Calamotropha josettae характеризуется белым передним крылом с тонкой волнистой чёрной медиальной полосой, которая простирается от середины складки косо вверх до верхнего угла клетки, и оранжево-жёлтым терминальным краем с тремя чёрными точками на задней 1/3; в гениталиях самца — коста с четырьмя шипами дистально, фаллос сужается к вершине, а везика с одним маленьким и двумя крошечными шиповидными корнутами. Вид был описан в 1961 году польским энтомологом Stanisław Błeszyński (1927—1969).